# UFC on ESPN: Moreno vs. Erceg
UFC on ESPN: Moreno vs. Erceg (conosciuto anche come UFC on ESPN 64) è stato un evento di arti marziali miste tenuto dalla Ultimate Fighting Championship il 29 marzo 2025 alla Mexico City Arena di Città del Messico, in Messico.

## Risultati
|                  | Divisione             |                  |                 |                     | Metodo                                      | Round           | Tempo           | Premio          |
| Card Principale  | Card Principale       | Card Principale  | Card Principale | Card Principale     | Card Principale                             | Card Principale | Card Principale | Card Principale |
| ---------------- | --------------------- | ---------------- | --------------- | ------------------- | ------------------------------------------- | --------------- | --------------- | --------------- |
|                  | Pesi mosca            | Brandon Moreno   | batte           | Steve Erceg         | Decisione unanime (49–46, 49–46, 49–46)     | 5               | 5:00            |                 |
|                  | Pesi leggeri          | Manuel Torres    | batte           | Drew Dober          | KO tecnico (pugni)                          | 1               | 1:45            | POTN            |
|                  | Pesi mosca            | Édgar Cháirez    | batte           | C.J. Vergara        | Sottomissione (face crank)                  | 1               | 2:30            | POTN            |
|                  | Pesi gallo            | Raul Rosas Jr.   | batte           | Vince Morales       | Decisione unanime (29–28, 29–28, 29–28)     | 3               | 5:00            |                 |
|                  | Pesi gallo            | David Martínez   | batte           | Saimon Oliveira     | KO tecnico (ginocchiata e pugni)            | 1               | 4:38            | POTN            |
|                  | Catchweight (127 lbs) | Kevin Borjas     | batte           | Ronaldo Rodríguez   | Decisione unanime (30–27, 30–27, 29–28)     | 3               | 5:00            |                 |
| Card Preliminare |                       |                  |                 |                     |                                             |                 |                 |                 |
|                  | Pesi medi             | Ateba Gautier    | batte           | José Daniel Medina  | KO (pugni e ginocchiata)                    | 1               | 3:32            | POTN            |
|                  | Pesi piuma            | Melquizael Costa | batte           | Christian Rodriguez | Decisione unanime (29–28, 29–28, 29–28)     | 3               | 5:00            |                 |
|                  | Pesi paglia femminili | Loopy Godinez    | batte           | Julia Polastri      | Decisione unanime (29–28, 29–28, 29–28)     | 3               | 5:00            |                 |
|                  | Pesi leggeri          | Rafa García      | batte           | Vinc Pichel         | Decisione unanime (30–27, 30–27, 29–28)     | 3               | 5:00            |                 |
|                  | Pesi piuma            | Jamall Emmers    | batte           | Gabriel Miranda     | KO tecnico (ginocchiata al corpo e pugni)   | 1               | 4:06            |                 |
|                  | Pesi leggeri          | MarQuel Mederos  | batte           | Austin Hubbard      | Decisione non unanime (28–29, 29–28, 29–28) | 3               | 5:00            |                 |

## Premi
I lottatori premiati ricevettero un bonus di 50.000 dollari.
Legenda:
- FOTN: Fight of the Night (vengono premiati entrambi gli atleti per il miglior incontro dell'evento)
- POTN: Performance of the Night (viene premiato il vincitore per la migliore performance dell'evento)